# Ti'Fock
Ti'Fock, de son vrai nom Jean-Michel Fock, est un chanteur français réunionnais né en 1945 à Saint-Paul .

## Biographie
Le premier disque de Ti'Fock paraît en 1980. Puis, l'année suivante, il se fait connaître en France métropolitaine par l'intermédiaire du festival Musiques Métisses, passe à l'Olympia avec Johnny Clegg et entame une tournée[réf. nécessaire]. En 1985, Ti Fock est à ce titre le premier artiste réunionnais en contrat avec une major company[réf. nécessaire], en l'occurrence la Warner. 
Plus tard, Ti'Fock collabore avec Danyèl Waro, qui lui écrit les paroles de la chanson Mafate.

## Discographie
- 1980 : Dis à moin pouquoué lé mol, Issa.
- 1985 : Mafate, 102P Productions 8503.
- 1986 : Aniel, Celluloïd CEL 6787.
- 1991 : Donn Douler, Celluloïd.
- 1994 : Swit lozik, Oasis.
- 2000 : Ganidan.
- 2007 : Titiay.
- 2012 : Gayar Natir, Oasis.

### Liens Externes
- Ressources relatives à la musique :   - Akout
  - Discogs
  - MusicBrainz
  - Muziekweb
  - Rate Your Music
- Notice dans un dictionnaire ou une encyclopédie généraliste :   - 1000 célébrités de La Réunion
- Notices d'autorité :   - VIAF
  - ISNI
  - LCCN
  - WorldCat